# Egyptskoarabská Wikipedie
Egyptskoarabská Wikipedie (egyptskoarabsky: ويكيپيديا مصرى, wykybydya mṣry) je verze Wikipedie v egyptské arabštině. Tato verze Wikipedie primárně slouží jako alternativa k arabské Wikipedii ve prospěch příslušníků egyptského nářečí. Je to jediná Wikipedie psaná v nářečí arabštiny.
V červnu 2024 obsahovala přes 1 623 000 článků a měla 7 správců. Registrováno bylo přes 240 000 uživatelů, z nichž bylo asi 200 aktivních. V počtu článků byla 10. největší Wikipedie.
Začátkem května 2020 překonala hranici 450 tisíc článků. Hranice 500 tisíc článků dosáhla 12. května 2020.

## Historie
Egyptskoarabská Wikipedie byla navržena dne 30. března 2008 a dne 2. dubna 2008 byla jakožto začínající projekt umístěna do Wikimedia Inkubátoru. Zakladatelem se stal wikipedista s uživatelským jménem Ghaly. Dr. Ivan Panović, autor knihy „Začátky egyptské Wikipedie“, popisuje uživatele Ghaly jako spiritus movens egyptskoarabské Wikipedie. Florence Devouardová, bývalá předsedkyně Wikimedia Foundation, uvedla, že nadace chtěla, aby wikipedisté psali ve svých rodných jazycích.
Návrh byl přijat v červenci 2008 a tento krok byl oznámen v první den akce Wikimania 2008 v Alexandrii. Dne 24. listopadu 2008 byla oficiálně spuštěna egyptskoarabská Wikipedie a články z Inkubátoru byly převedeny na novou doménu. 
V roce 2009 obsahovala egyptskoarabská Wikipedie 4 000 článků a zaregistrovaní wikipedisté pocházeli nejen z Egypta. Do roku 2010 se počet rozšířil na téměř 6 000 článků. V tomto roce Panović napsal, že počet aktivních přispěvatelů je stále poměrně malý, přesto se zdá, že počet jejich příspěvků roste. V té době bylo mnoho článků velmi krátkých, jednalo se o takzvané pahýly. Panović napsal, že editoři této Wikipedie měli tendenci vytvářet nové články jen kvůli zvýšení jejich počtu a v naději, že se později rozšíří.

## Původ
Důvod vzniku egyptskoarabské Wikipedie je založen na aktivním zájmu některých egyptských wikipedistů do té doby přispívajících zejména na arabskou Wikipedii, kteří tvořili v tamních podmínkách skupinu vážných přispěvatelů.
Ideou vytvoření této jazykové verze bylo mít encyklopedii psanou v jazyce, který Egypťané používají ve svém každodenním životě. Předpokládalo se tedy, že se Egypťanům bude mnohem snadněji tato Wikipedie číst a budou na ni produktivněji přispívat.
Panović uvedl, že je zřejmé, že egyptští wikipedisté jsou zastánci egyptského územního nacionalismu takového druhu, který se odlišuje od arabského nebo islámského nacionalismu a snaží se vymyslet specificky egyptskou identitu. Tvrdil, že z toho důvodu existuje skutečnost, podle které se zdá, že egyptští wikipedisté přijímají a propagují některé radikální nebo dokonce chybné představy o jazyce. Správce Ghaly je křesťan a Panović uvedl, že soudě podle příspěvků příslušných wikipedistů a/nebo jejich uživatelských stránek je zde zaregistrováno několik křesťanů; Panović dále sdělil, že menšiny mají tendenci být aktivnější v politické identitě.

## Rozvoj
Klasifikace egyptské arabštiny podle ISO (Mezinárodní organizace pro normalizaci) kódem jazyka arz je jedním z argumentů, podle kterého egyptskoarabští wikipedisté považovali toto nářečí za nezávislý jazyk. Projekt používá egyptskou arabštinu v káhirském stylu.
Ghaly na stránce s návrhem na založení egyptskoarabské Wikipedie uvedl, že jeho pohled na budoucí rozvoj projektu byl takový, že by články byly psány směsí egyptského nářečí a jednoduché arabštiny a zprostředkovávaly arabské informace mluvčím egyptského dialektu podobným způsobem, jakým to v současné době dělá Wikipedie ve zjednodušené angličtině. V reakci na toto tvrzení někteří wikipedisté začali kritizovat návrh a argumentovat, že by se v tomto případě jednalo o Wikipedii ve zjednodušené arabštině. Ghaly odpověděl tvrzením, že nemá v úmyslu zahájit takovou Wikipedii. 
V srpnu 2019 obsahovala egyptskoarabská Wikipedie přes 20 000 článků a dále pokračuje s růstem. Navíc také vznikl projekt na tvorbu egyptskoarabského Wikislovníku, který je v současné době zatím umístěn v Inkubátoru.